# André Armengaud (historien)
Pour les articles homonymes, voir André Armengaud et Armengaud.
André Armengaud (Castres, 28 avril 1920 - Castres, 5 mai 1980) est un historien français, spécialiste de l’histoire des populations et plus spécifiquement de l'Occitanie.
Après des études à Castres et Toulouse, il obtient l'agrégation d'histoire (1945). Professeur à l'université de Dijon, puis à Toulouse, il anime la Société d'études démographiques. Il codirige avec Robert Lafont l’Histoire d'Occitanie.
Il meurt à l'âge de 60 ans des suites d'une longue maladie.